# 阿尔沃雷亚
阿尔沃雷亚，是西班牙卡斯蒂利亚-拉曼恰自治区阿尔瓦塞特省的一个市镇。总面积72km², 总人口778人（2001年），人口密度11人/km²。